# David Clinger
David Clinger, nacido el 22 de noviembre del 1977 en Los Ángeles es un ex ciclista estadounidense que fue profesional entre 1997 y 2007. 
Tiene la particularidad de tener un tatuaje en toda la cara. Este tatuaje se inspiró en las pinturas de guerra de los indios americanos.
Dio positivo por testosterona el 30 de junio de 2009 en los Campeonatos de Estados Unidos amateur y fue suspendido por dos años.
El 12 de agosto de 2011 durante el período de suspensión, se suspendió de por vida por la Agencia Estadounidense Antidopaje (USADA) debido a otro control positivo fuera de carrera por clembuterol.

## Palmarés
| 1999 - 1 etapa de la Coors Classic - 1 etapa de la Redlands Bicycle Classic - 1 etapa del Tour de Beauce 2000 - 1 etapa de la Vuelta a Galicia 2001 - Clásica de Ordizia | 2002 - First Union Invitational 2003 - 1 etapa de la Tour de Georgia - 3º en el Campeonato de Estados Unidos en Ruta |

## Resultados en las grandes vueltas
| Carrera         | 1997 | 1998 | 1999 | 2000 | 2001 | 2002 | 2003 | 2004 | 2005 | 2006 | 2007 |
| --------------- | ---- | ---- | ---- | ---- | ---- | ---- | ---- | ---- | ---- | ---- | ---- |
| Giro de Italia  | -    | -    | -    | -    | -    | -    | -    | -    | -    | -    |      |
| Tour de Francia | -    | -    | -    | -    | -    | -    | -    | -    | -    | -    | -    |
| Vuelta a España | -    | -    | -    | 71.º | -    | -    | -    | -    | -    | -    | -    |
| Mundial en Ruta | -    | -    | -    | -    | -    | -    | -    | -    | -    | -    | -    |